# Iso Suojärvi (sjö, lat 61,62, long 26,30)
Iso Suojärvi är en sjö i Finland. Den ligger i kommunerna Joutsa, Gustav Adolfs och Pertunmaa i landskapen Mellersta Finland och Päijänne-Tavastland och Södra Savolax, i den södra delen av landet, 180 km norr om huvudstaden Helsingfors. Iso Suojärvi ligger 103,9 meter över havet. Arean är 4,17 kvadratkilometer och strandlinjen är 17,38 kilometer lång. Sjön  ingår i Kymmene älvs huvudavrinningsområde.   I omgivningarna runt Iso Suojärvi växer i huvudsak blandskog. Den sträcker sig 3,1 kilometer i nord-sydlig riktning, och 3,0 kilometer i öst-västlig riktning.
I övrigt finns följande i Iso Suojärvi:
- Lamposaari (en ö)